# Підземна висотна мережа
Підземна висотна мережа (рос. подземная высотная сеть, англ. underground elevation net (network), нім. unterirdisches Höhennetz n) – сукупність закріплених у гірничих виробках точок (реперів), висотні відмітки яких визначено в системі висот, прийнятій для поверхні. В Україні такою системою є Балтійська система висот. 